# Port lotniczy Mafia
Port lotniczy Mafia (IATA: MFA, ICAO: HTMA) – port lotniczy położony na wyspie Mafia, w Tanzanii.

## Linie lotnicze i połączenia
| Linia Lotnicza   | Kierunek                                                 |
| ---------------- | -------------------------------------------------------- |
| Auric Air        | 1. Dar es Salaam                                         |
| Coastal Aviation | 1. Dar es Salaam 2. Pemba 3. Selous 4. Tanga 5. Zanzibar |
| Tropical Air     | 1. Dar es Salaam                                         |